# Culicicapa
Culicicapa Swinhoe, 1871  è un genere di uccelli passeriformi della famiglia Stenostiridae, diffuso nel sud-est asiatico.

## Tassonomia
Attribuito in passato alla famiglia Muscicapidae, il genere si è rivelato parte di un raggruppamento (Stenostiridae) a cui appartengono i pigliamosche africani del genere Elminia (tradizionalmente attribuiti ai Monarchidae), il  pigliamosche coda a ventaglio (Stenostira scita) anch'esso erroneamente attribuito ai Muscicapidae e il coda a ventaglio ventregiallo (Chelidorhynx hypoxantha), in precedenza attribuito ai Rhipiduridae.
Il genere comprende le seguenti specie:
- Culicicapa ceylonensis (Swainson, 1820)
- Culicicapa helianthea (Wallace, 1865)